# Pedro Aparicio Sánchez
Pedro Aparicio Sánchez (ur. 4 października 1942 w Madrycie, zm. 25 września 2014 w Maladze) – hiszpański polityk, lekarz, samorządowiec, wieloletni burmistrz Malagi, od 1994 do 2004 deputowany do Parlamentu Europejskiego IV i V kadencji.

## Życiorys
Z wykształcenia doktor medycyny i chirurgii. Uzyskał również dyplom z zakresu dziennikarstwa. Pracował jako lekarz, został ordynatorem sekcji chirurgii naczyniowej w miejskim centrum zdrowotnym w Maladze. Zajął się także pracą naukową jako profesor Uniwersytetu w Maladze. Od 1982 do 1986 był deputowanym parlamentu Andaluzji. Od 1979 do 1995 sprawował urząd alkada Malagi. W latach 1980–1983 kierował Hiszpańską Federacją Gmin i Prowincji. Przewodniczył też hiszpańskiej delegacji na Kongres Władz Lokalnych i Regionalnych Europy.
W wyborach w 1994 i w 1999 z ramienia Hiszpańskiej Socjalistycznej Partii Robotniczej uzyskiwał mandat deputowanego do Parlamentu Europejskiego. Był członkiem grupy socjalistycznej. Pracował m.in. w Komisji Kultury, Młodzieży, Edukacji, Mediów i Sportu. W PE zasiadał do 2004. Zajął się później działalnością publicystyczną.